# Братовоєшть (комуна)
Братовоєшть, Братовоєшті (рум. Bratovoești) — комуна у повіті Долж в Румунії. До складу комуни входять такі села (дані про населення за 2002 рік):
- Бедоші (1004 особи)
- Братовоєшть (1419 осіб)
- Джороку-Маре (586 осіб)
- Прунет (658 осіб)

Комуна розташована на відстані 177 км на захід від Бухареста, 23 км на південь від Крайови.

## Населення
За даними перепису населення 2002 року у комуні проживали 6119 осіб.
Національний склад населення комуни:
| Національність | Кількість осіб | Відсоток |
| -------------- | -------------- | -------- |
| румуни         | 5782           | 94,5%    |
| цигани         | 337            | 5,5%     |

Рідною мовою назвали:
| Мова      | Кількість осіб | Відсоток |
| --------- | -------------- | -------- |
| румунська | 5891           | 96,3%    |
| циганська | 228            | 3,7%     |

Склад населення комуни за віросповіданням:
| Релігія        | Кількість осіб | Відсоток |
| -------------- | -------------- | -------- |
| православні    | 6044           | 98,8%    |
| п'ятдесятники  | 43             | 0,7%     |
| бретрени       | 30             | 0,5%     |
| греко-католики | 1              | < 0,1%   |
| не релігійні   | 1              | < 0,1%   |